# Normandijski format
Normandijski format (francosko Format Normandie), znan tudi kot normandijska kontaktna skupina, je skupina držav, ki so se sestale v prizadevanju za rešitev vojne v Donbasu in širše rusko-ukrajinske vojne. Štiri države članice; Nemčija, Rusija, Ukrajina in Francija; so se prvič neformalno srečale na 70. obletnico praznovanja dneva D v Normandiji v Franciji.

## Ustvarjanje in sestavljanje
Skupina je bila ustanovljena 6. junija 2014, ko so se voditelji Francije, Nemčije, Rusije in Ukrajine srečali ob robu 70. obletnice zavezniškega izkrcanja v Normandiji na dan D. Deluje predvsem prek telefonskih klicev med voditelji in njihovimi ministri za zunanje zadeve. Normandijski format je bil občasno razširjen na Belorusijo, Italijo in Združeno kraljestvo.

## Zasedanja

### 2014
Zgodnji pogovori leta 2014 so privedli do ustanovitve tristranske kontaktne skupine, da bi olajšali nadaljnje pogovore med Rusijo in Ukrajino. To je skupaj z mediacijo prek normandijskega formata neposredno vodilo do vzpostavitve Minskega sporazuma. Ta sporazum, podpisan septembra 2014, je začrtal več določb za mir v regiji Donbas in na Krimskem polotoku.

### 2015
Po nenehnem kršenju odnosov v začetku leta 2015 so je normandijski format sestal med pogovori v Belorusiji med 11. in 12. februarjem 2015. Zasedanje je pospešilo skupni francosko-nemški diplomatski načrt, o katerem so se čez noč pogajali več kot šestnajst ur. Sprejeti sveženj, Minsk II, je izpogajal prekinitve ognja in začrtal notranje reforme v Ukrajini.
Pogajanja in pogovori so od leta 2016 do jeseni 2019 zastali.

### 2019
Ukrajinski predsednik Volodimir Zelenski je v svojem inavguracijskem nagovoru maja 2019 mirovna pogajanja z Rusijo postavil za svojo glavno prednostno nalogo. To je znova potrdil julija istega leta, ko je prek YouTuba k dialogu povabil tudi druge narode. Rekel je: "Pogovorimo se, komu Krim pripada in koga ni v regiji Donbas."
Tristranska kontaktna skupina za Ukrajino je 18. julija 2019 z arbitražo dosegla "obsežno" prekinitev ognja.
V začetku septembra 2019 sta francoski predsednik Emmanuel Macron in ruski predsednik Vladimir Putin izjavila, da nameravata organizirati srečanje normandijskega formata. 21. septembra je bilo navedeno, da "nenehni prepiri" povzročajo "politično vlečenje vrvi" glede predhodnih pogajanj, kot so bili od srečanja leta 2016 v Berlinu. Prav tako je telefonski klic konec septembra 2016 med predsednikom ZDA Donaldom Trumpom in Zelenskim, v katerem je slednji podporo Francije in Nemčije označil za mlačno, škodoval podobi Zelenskega v Evropi. 10. oktobra je Zelenski ponovil svojo izjavo na javni tiskovni konferenci. Francoski in nemški voditelji so se 16. oktobra odločili za novo srečanje normandijskega formata.

### 2022
V Parizu je 26. januarja 2022 potekalo srečanje normandijskega formata med predstavniki štirih držav v okviru priprav na invazijo Rusije na Ukrajino leta 2022, ki ji je 28. januarja sledil telefonski pogovor med francoskim in ruskim predsednikom. Predstavniki štirih vlad so potrdili podporo Drugemu minškemu sporazumu in se zavezali k reševanju obstoječih nesoglasij. Podprli so brezpogojno prekinitev ognja in podprli krepitev prekinitve ognja z 22. julija 2020, ne glede na njihova nesoglasja glede izvajanja drugih komponent Drugega minškega sporazuma. Nadaljnje srečanje je bilo načrtovano v Berlinu čez štirinajst dni. Ob zaključku devet ur trajajočega zasedanja 10. februarja ni bilo dogovora o skupni izjavi, a so se predstavniki nameravali ponovno sestati marca. Po ruski invaziji na Ukrajino 24. februarja 2022 tega srečanja nikoli ni bilo. Zelenski je kasneje sporočil, da je bil normandijski format "uničen" zaradi dejanj Rusije. Francija in Nemčija še naprej sodelujeta v mirovnih pogajanjih med državama, hkrati pa nudita podporo Ukrajini in obsojata Rusijo.

## Voditelji držav članic

### 2014–2017
- Francija
François Hollande,
Predsednik
- Nemčija
Angela Merkel,
Kanclerka
- Rusija
Vladimir Putin,
Predsednik
- Ukrajina
Petro Porošenko,
Predsednik

### 2017–2019
- Francija
Emmanuel Macron,
Predsednik
- Nemčija
Angela Merkel,
Kanclerka
- Rusija
Vladimir Putin,
Predsednik
- Ukrajina
Petro Porošenko,
Predsednik

### 2019–2021
- Francija
Emmanuel Macron,
Predsednik
- Nemčija
Angela Merkel,
Kancler
- Rusija
Vladimir Putin,
Predsednik
- Ukrajina
Volodimir Zelenskiy,
Predsednik

### 2021–danes
- Francija
Emmanuel Macron,
Predsednik
- Nemčija
Olaf Scholz,
Kancler
- Rusija
Vladimir Putin,
Predsednik
- Ukrajina
Volodimir Zelenski,
Predsednik

## Srečanja
Prvih šest srečanj je potekalo od leta 2014 do 2019. 
1. Château de Bénouville, Bénouville, Normandija, Francija — 6. junij 2014 — prvo zasedanje ob 70. obletnici operacije Overlord
2. Milano, Italija — 16–17. oktober 2014 — kot del azijsko-evropskega srečanja[2]
3. Minsk, Belorusija — 11–12. februar 2015 — Drugi minški sporazum
4. Pariz, Francija — 2. oktober 2015
5. Berlin, Nemčija — 19. oktober 2016
6. Paris, Francija — 9. december 2019
7. Paris, Francija — 26. januar 2022
8. Berlin, Nemčija — 10. februar 2022[20]
9. Berlin, Nemčija — marec 2022 (načrtovan)[20]